# Décès en juillet 1988
Décès
- 1984
- 1985
- 1986
- 1987
- 1988
- 1989
- 1990
- 1991
- 1992

Pour une information complémentaire, voir la page d'aide.

| Date        | Nom               | Activités                                          | Âge | Source |
| ----------- | ----------------- | -------------------------------------------------- | --- | ------ |
| 1er juillet | Hermann Volk      | cardinal allemand, évêque de Mayence               | 85  |        |
| 12 juillet  | Enzo Sacchi       | coureur cycliste italien                           | 82  |        |
| 12 juillet  | Dairine Vanston   | peintre paysagiste irlandaise                      | 84  | (en)   |
| 15 juillet  | Charles Lapicque  | peintre et graveur français                        | 89  |        |
| 18 juillet  | Nico              | chanteuse et actrice allemande                     | 50  |        |
| 22 juillet  | Raymond Borremans | musicien, globe-trotter et encyclopédiste français | 82  |        |
| 22 juillet  | Patrick Newell    | acteur anglais                                     | 56  |        |
| 25 juillet  | Judith Barsi      | actrice américaine                                 | 10  |        |